# 短尖厚棱芹
短尖厚棱芹（学名：Pachypleurum mucronatum）为伞形科厚棱芹属的植物。分布于俄罗斯以及中国大陆的新疆等地，生长于海拔1,700米至3,300米的地区，多生在山坡、谷地及林下，目前尚未由人工引种栽培。